# 憲章
憲章（）とは、自治機能のある団体が設置した定款や会則。組織の責務、権利、自治の責任等を定める。

## 概要
自治体、協会などの団体が外部や内部に対してする誓約であり、国家や市民が定めた国の憲法や法律とは異なる。